# Стокквоген
Стокквоген (норв. Stokkvågen) — порт в Лурёе с паромными переправами в Онёй, Ловунн, Сленесет и Трену. Рядом с городом проходит норвежская национальная трасса 17.